# 漢諾威獸醫大學

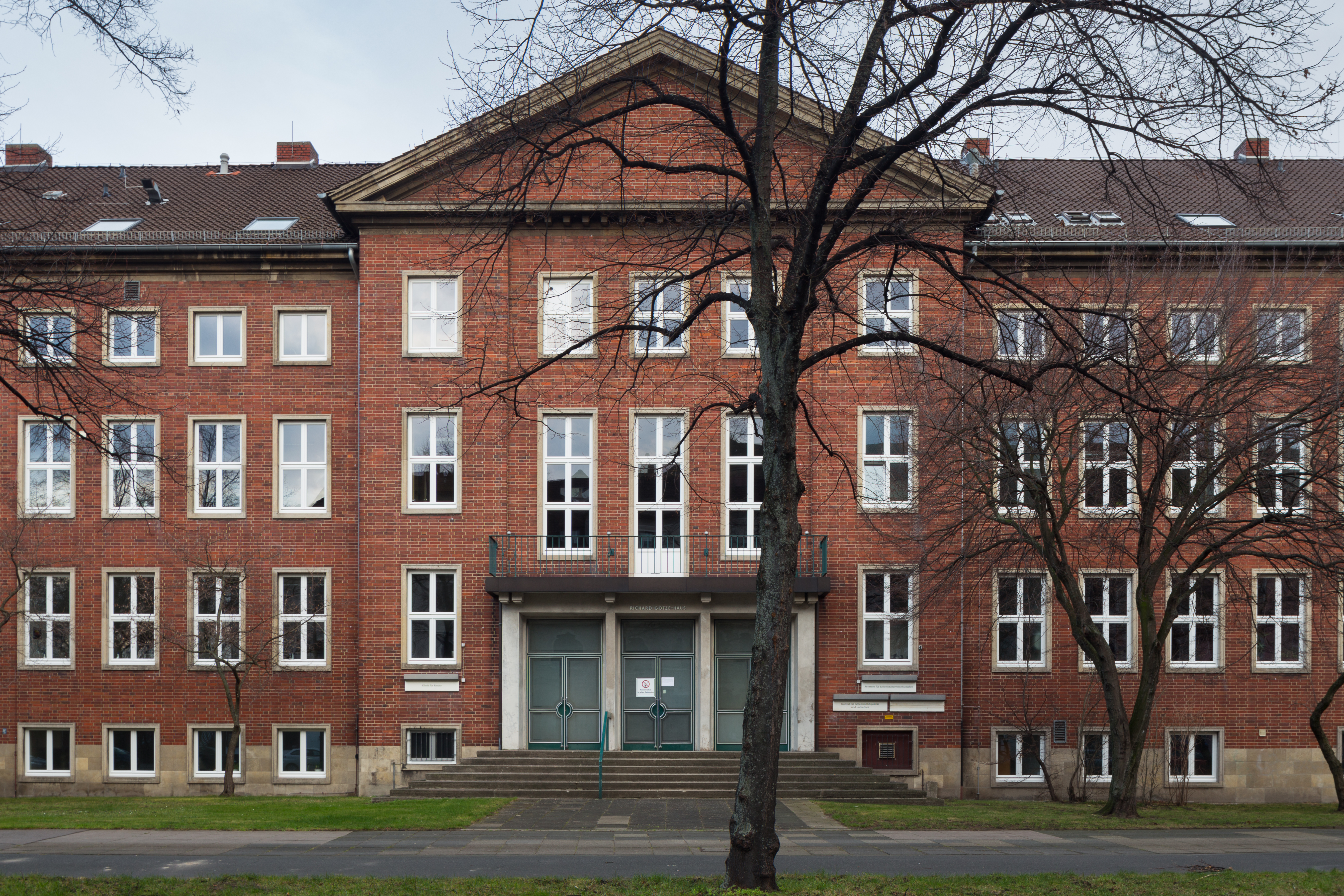
漢諾威獸醫大學主樓

漢諾威獸醫大學（德語：Stiftung Tierärztliche Hochschule Hannover）創立於1778年，是當前德國唯一一所獨立獸醫學校，亦是德國五所獸醫學校的其中一所。該大學的學生及教職員常稱其為TiHo。學生數目為2,400人，當中2,000人修讀獸醫學。教職員數目為1,000人。

## 外部連結
- 官方網站 （页面存档备份，存于）